# Havárie letadla OE-FGR v Lotyšsku 2022
Letoun Cessna 551 s rakouskou registrací OE-FGR havaroval 4. září 2022 v 17:44 UTC letoun u města Ventspils v Lotyšsku.

## Průběh letu

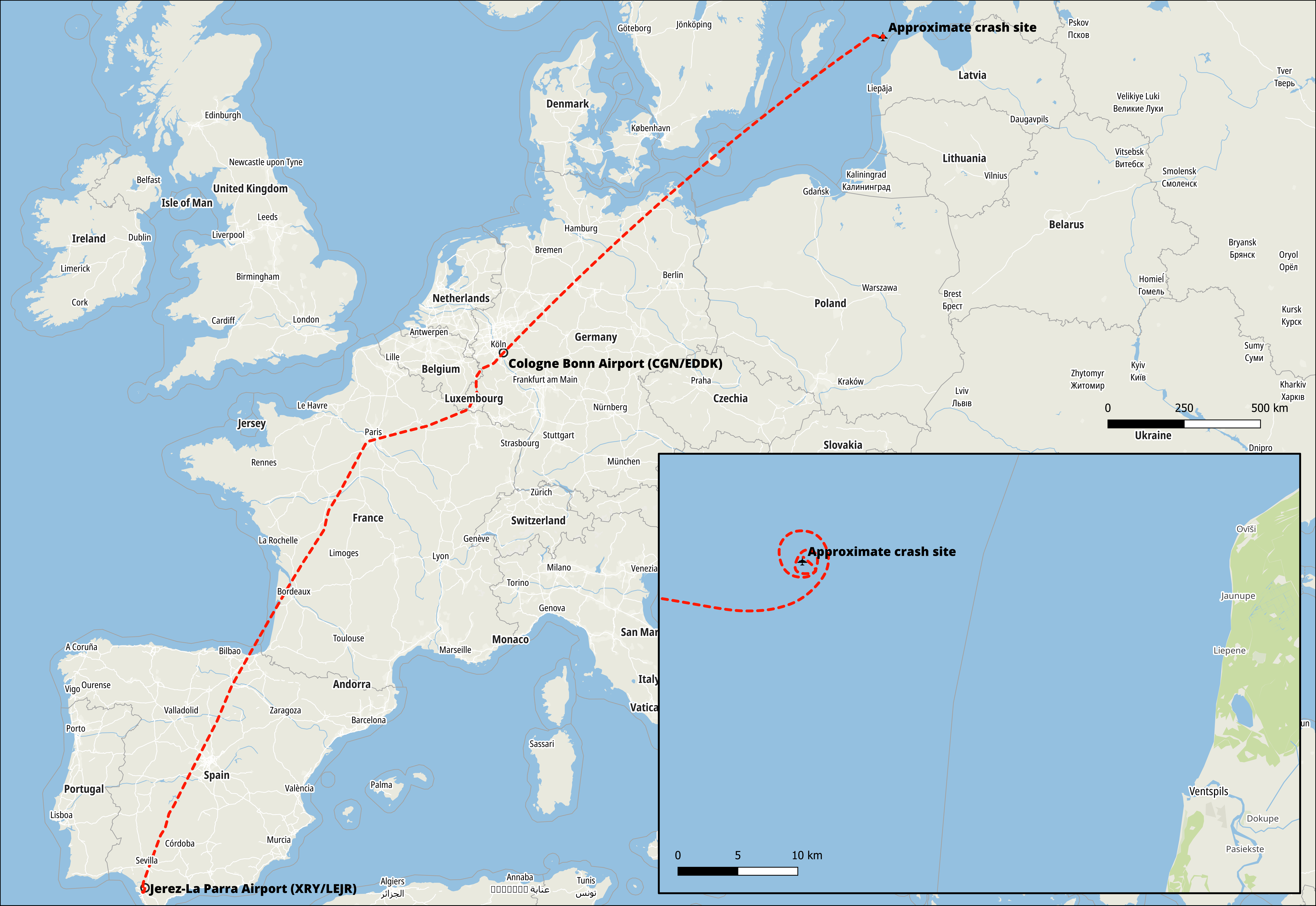
Traasa letu OE-FGR

Letoun odstartoval z letiště Jerez na jihu Španělska v neděli ve 12:57 UTC a plánovaný přílet na mezinárodní letiště Kolín nad Rýnem v 15:50 UTC. Letadlo krátce po startu hlásilo, že je problém s tlakem v kabině. Krátce poté byl kontakt přerušen. Španělské i francouzské stíhací letouny odstartovaly, aby zjistily, co se děje. Ani jedno letadlo nevidělo nikoho, kdo by seděl v kokpitu letadla. Letadlo minulo svojí cílovou destinaci a pokračovalo dále na sever ve výšce 35 975 stop. K letounu byly vyslány také německé stíhací letouny, jejichž posádky se snažily o navázání kontaktu. V 17:31 UTC letoun začal ztrácet výšku a zatáčel doprava, dokud se nedostal do levotočivé spirály u lotyšského pobřeží. Švédsko vyslalo vrtulník a letoun pro pátrací a záchranné operace. Na pátrání po letounu se mělo rovněž podílet Lotyšsko. Švédský záchranný vrtulník později objevil plovoucí trosky.

## Cestující a posádka
Na palubě byli podle německého Bildu pilot, žena, muž a dcera. Podle španělských médií zahynul podnikatel a pilot Carl-Peter Grisemann s manželkou a dvěma dcerami.